# Murol
Murol ist eine französische Gemeinde mit 670 Einwohnern (Stand 1. Januar 2022) im Département Puy-de-Dôme in der Region Auvergne-Rhône-Alpes. Sie gehört zum Arrondissement Issoire und zum Kanton Le Sancy.

## Geographie
Das Bergdorf liegt in der vulkanisch geprägten Landschaft der Monts Dore an der Departementstraße 996 in der Nähe des Vulkansees Lac Chambon.

## Geschichte
Der Ort wird 1145 als Murolium erwähnt. Im 13. Jahrhundert herrschte dort das Geschlecht der Chamba, dann vom 14. bis 18. Jahrhundert das Geschlecht der d’Estaing.

## Sehenswürdigkeiten

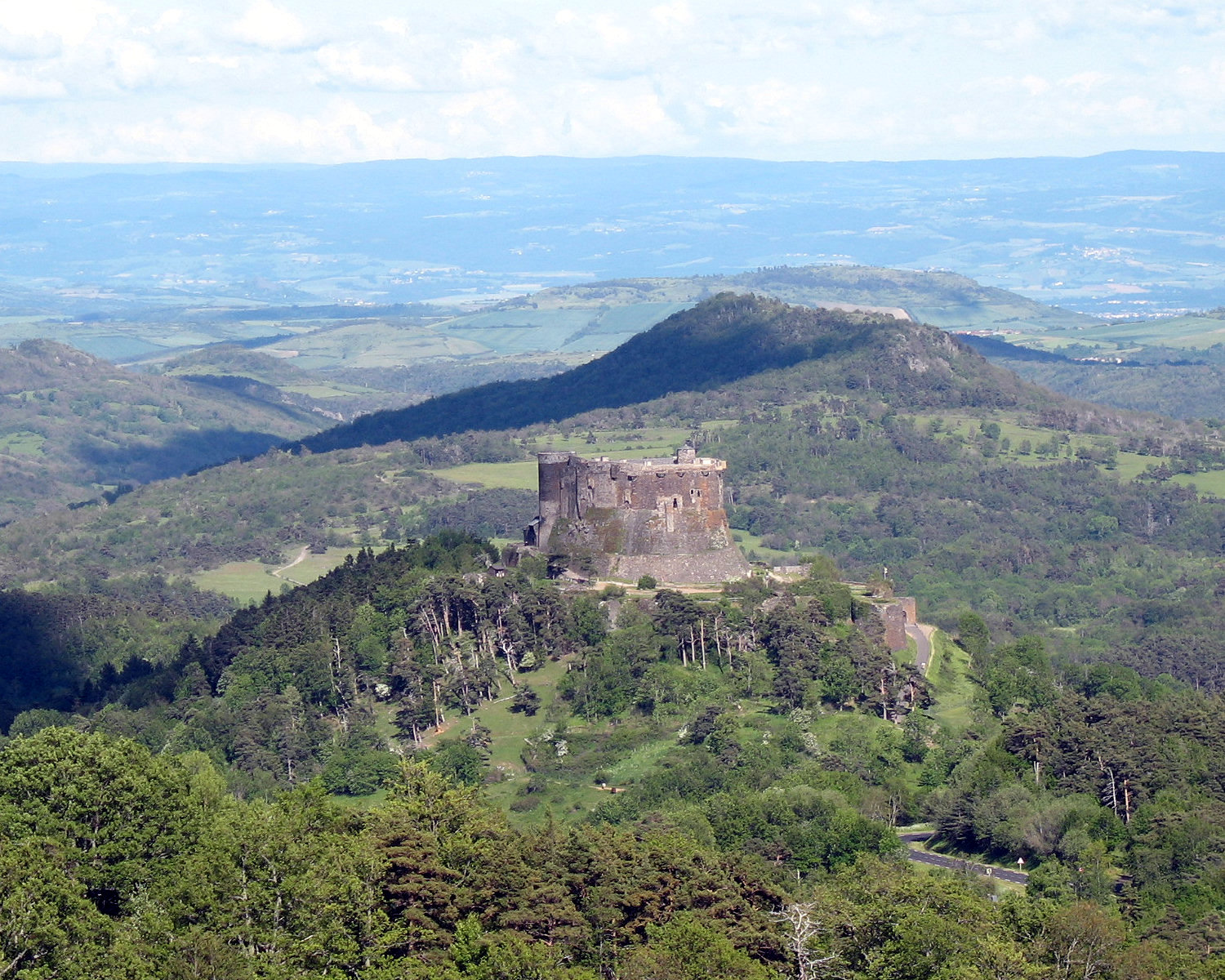
Burg Murol

- Burg Murol: An der Burg, die auf einer Basaltkuppel über dem Vallée Verte steht, wurde vom 12. bis 16. Jahrhundert gebaut, heute eine Hochburg des Tourismus.[1]
- Alte Herrenhäuser
- Denkmal des Malers Victor Charreton (1864–1936)
- romanische Kirche
- neugotische Pfarrkirche von 1888
- Dorfkirche von Beaune-le-Froid
- Musée archéologique municipal, archäologisches Museum der Stadt